# Alexander Mayer (Publizist)

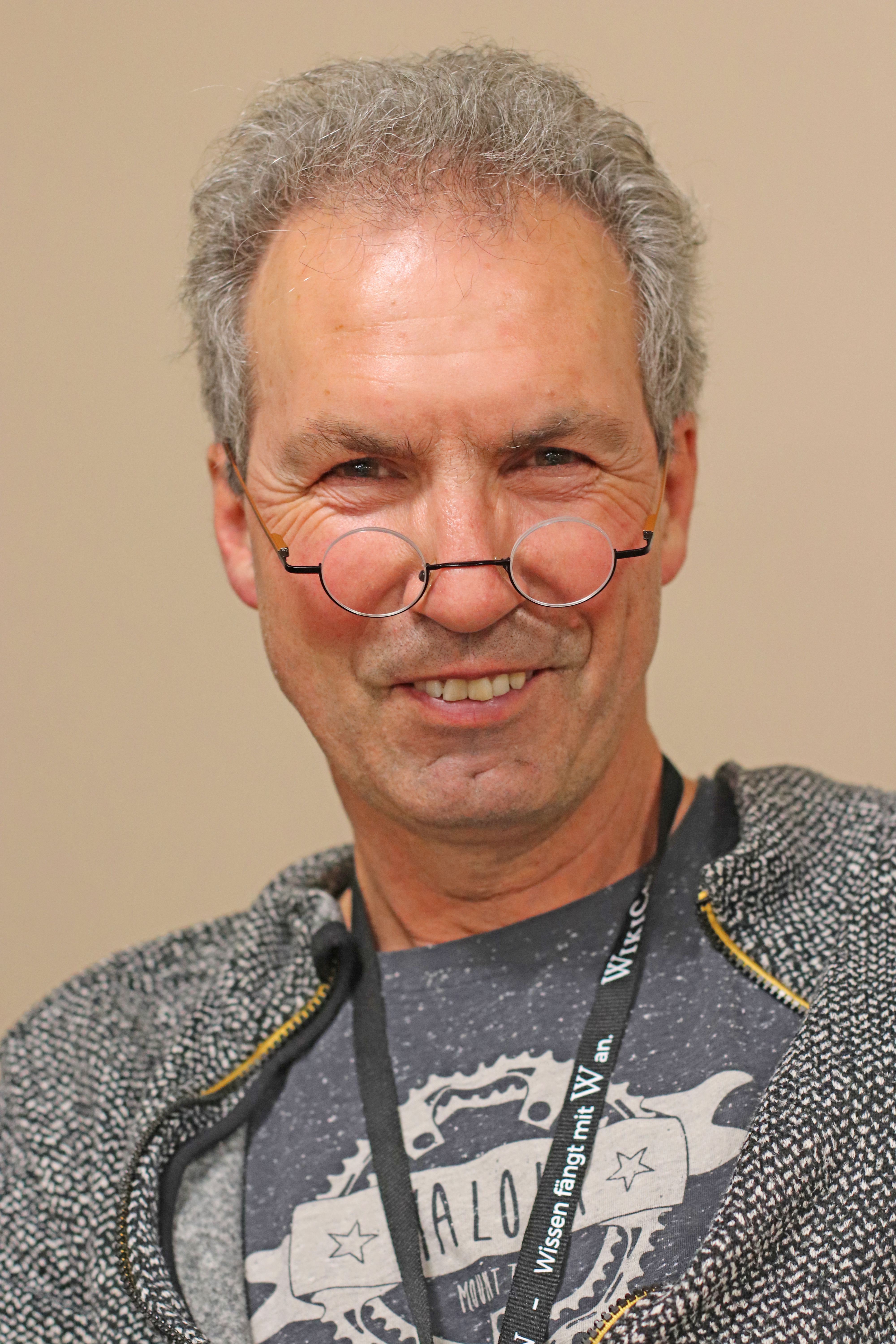
Alexander Mayer (2019)

Alexander Philipp Mayer (* 24. März 1960 in Fürth) ist ein deutscher Historiker, Publizist, Fotograf und Musiker. Er war 1984 bis 1992 Kommunalpolitiker im Landkreis Fürth und von 1993 bis 2007 Vorsitzender des Fürther Altstadtvereins sowie von 2004 bis 2014 Stadtheimatpfleger von Fürth. Mayer veröffentlicht Bücher zu den Themenbereichen Politikwissenschaft und Geschichte und spielte eine CD für Solo-Gitarre ein.

## Leben

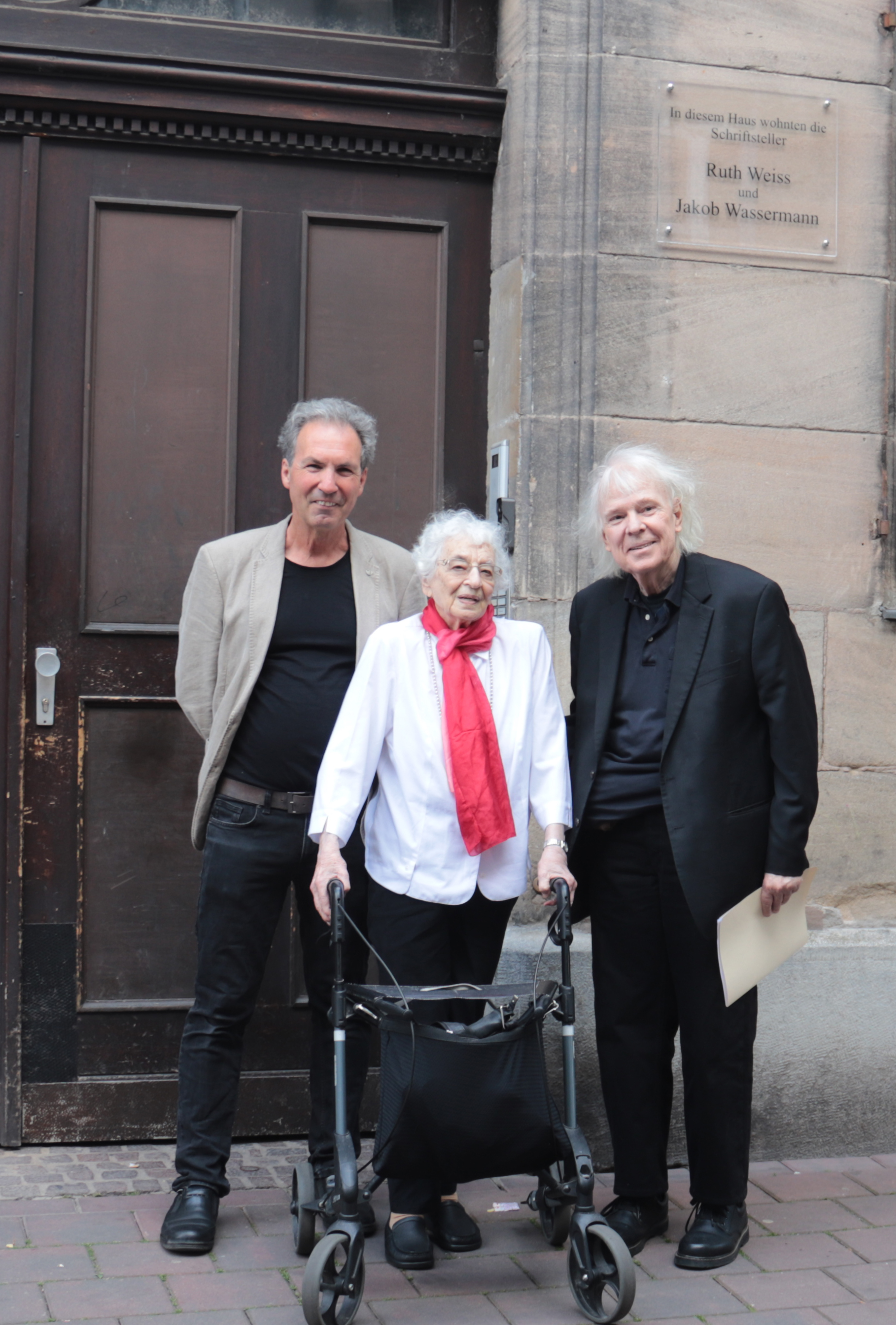
Mayer mit Ruth Weiss und Andrei S. Markovits vor seinem Wohnhaus in Fürth, gleichzeitig das Geburtshaus von Weiss und die ehemalige Wohnung von Jakob Wassermann

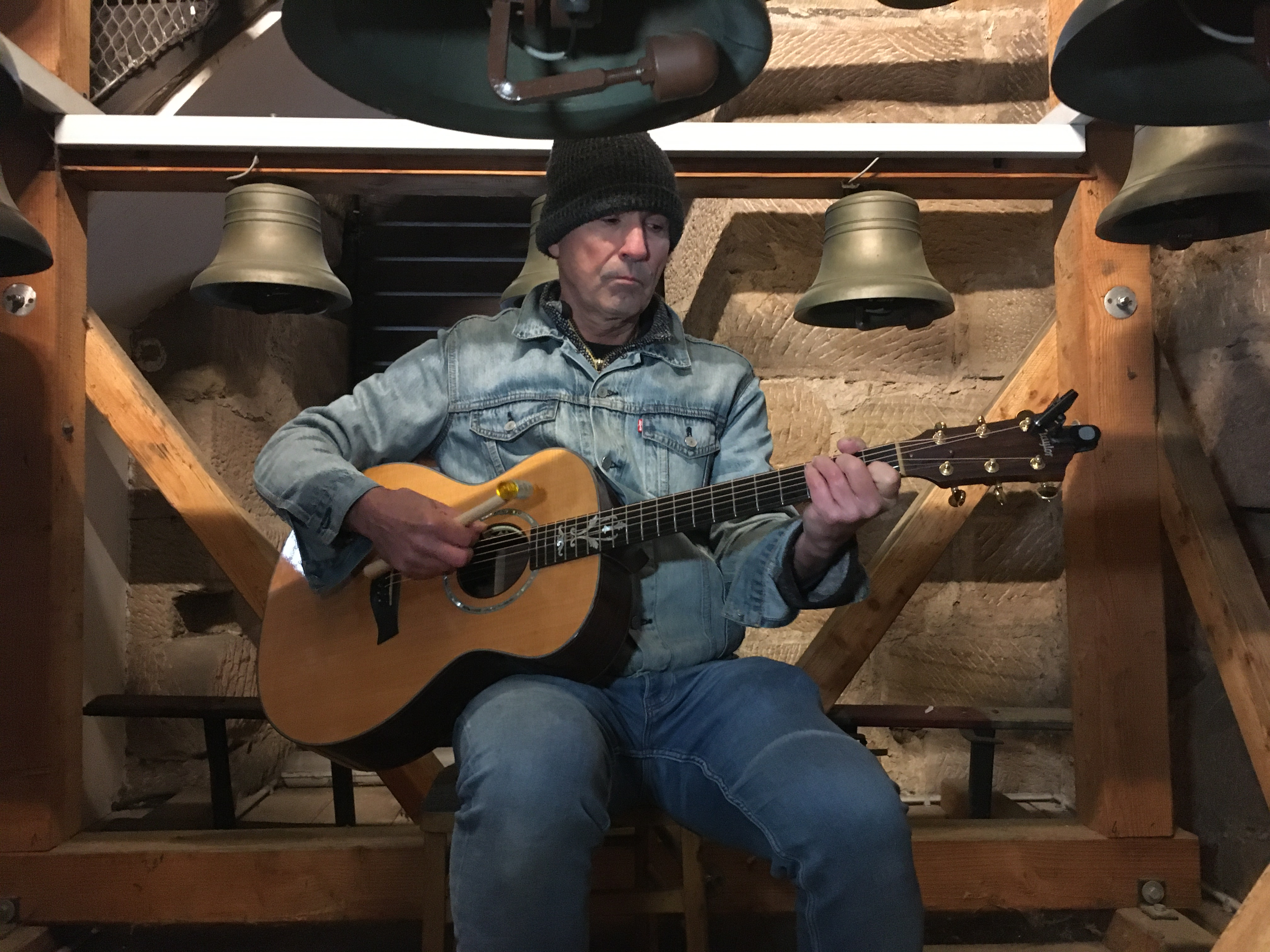
Mayer spielt mit dem Glockenspiel im Rathaus Fürth im November 2024 für Fernsehaufnahmen den Rockklassiker Stairway to Heaven, der auf seine Initiative hin täglich um 12:04 Uhr vom Rathaus erklingt

Alexander Mayer ist der Sohn von Walter Mayer und seiner Ehefrau Adolfine „Fini“ Mayer, geborene Horn. Noch in der eigenen Schulzeit arbeitete er als Lehrer in einer Gitarrenschule. Nach dem Abitur am Hardenberg-Gymnasium Fürth und dem Zivildienst studierte Mayer an der Friedrich-Alexander-Universität Erlangen-Nürnberg. Nach zwischenzeitlicher Berufstätigkeit wurde er nach einer Dissertation zur Theorie der Politikverflechtung im Jahre 1992 bei Gotthard Jasper, Eugen Wirth und Günter Schödl in den Studiengängen Politische Wissenschaft, Geographie und Neuere Geschichte zum Dr. phil. promoviert.
1983 war er Gründungsmitglied der Grünen in Zirndorf. Von 1984 bis 1991 war er Stadtrat in Zirndorf und bis 1990 auch Kreisrat im Landkreis Fürth und übte diese Mandate zunächst als Vertreter der Grünen und ab 1989 als Parteiloser aus.
1997 veröffentlichte Mayer eine Compact Disc mit eigenen Musikstücken für Gitarre, auf der er vor allem eine von seinem früh verstorbenen Bekannten Roland Oetter gebaute Zwölfsaitige Gitarre spielte.
Beruflich war er u. a. zeitweise im Presseamt der Stadt Fürth, im Stadtplanungsamt der Stadt Schwabach sowie als freier Mitarbeiter der Fürther Nachrichten tätig. Als Publizist veröffentlicht er seit 1989 Bücher, zunächst überwiegend politikwissenschaftlicher, später lokalgeschichtlicher Natur.
Von 1993 bis 2007 war Mayer Vorsitzender des Fürther Altstadtvereins, 2004 wurde er zum Stadtheimatpfleger gewählt. In Ausübung des Amtes engagierte er sich vor allem im Bereich des Denkmalschutzes, u. a. setzte er sich für die Erhaltung des historischen Lokschuppens in Fürth ein. Mayer engagierte sich für die Erhaltung der Fürther Gustavstraße als traditionelles Zentrum der Kneipenkultur und initiierte einen Gedenkweg für die Schlacht an der Alten Veste, für den er die entsprechenden Gedenktafeln inhaltlich gestaltete.
Von 2004 bis 2006 baute Mayer überwiegend in Eigenleistung ein Holz-Lehmhaus, über das sowohl die Lokalpresse wie auch überregionale Fachzeitschriften berichteten und das von Architektur-Seminaren besucht wurde.
Mayer entdeckte im Juni 2007 in Bayreuth das heutige Glockenspiel im Rathaus Fürth und leitete den Erwerb ein. Zusammen mit Kirchenmusikdirektor Hans Schmidt-Mannheim bearbeitete er die Takte 8 bis 16 des Rockklassikers Stairway to Heaven für das Glockenspiel, die bis heute jeweils mittags vom Rathausturm erklingen.
Der Widerstand gegen Teilaspekte eines innerstädtischen Einkaufszentrums brachten ihn in Gegensatz zu Oberbürgermeister Thomas Jung. Die „Rechtsverhältnisse der Heimatpfleger“ wurden daraufhin in einer Weise geändert, dass im Jahre 2014 eine Neu- bzw. Abwahl durch die SPD-Fraktion möglich wurde. Zuvor wäre nur eine Abberufung aus wichtigem Grunde in Frage gekommen. Zur Wahl von Mayer im Jahre 2004 hatte sich der damalige SPD-Fraktionsvorsitzende und heutige 2. Bürgermeister Markus Braun noch ausdrücklich gegen eine solche Änderung verwahrt. Im Auswahlverfahren 2014 kam es u. a. laut Dietmar Helm, dem damaligen CSU-Fraktionsvorsitzenden und heutigen 3. Bürgermeister der Stadt Fürth, zu einem „massiven Verstoß gegen die Verschwiegenheitspflicht bei nicht-öffentlichen Sitzungen“ zu Ungunsten Mayers und zu Gunsten der dann gewählten Nachfolgerin: Die „von der SPD-Mehrheitsfraktion präferierte Kandidatin [erhielt] nach den Vorstellungsgesprächen detaillierte Informationen über die Argumente und das Abstimmungsverhalten von Fraktionsvertretern.“
Mayer trug maßgeblich zur Gründung des Denkmalnetzes Bayern bei und ist langjähriger Mitarbeiter bei der Wikipedia und im FürthWiki. In seinem 2023 veröffentlichten Roman „Der Schwebende“, für den seiner Aussage nach auch der Titel oder Untertitel „Wikipedia-Roman“ denkbar gewesen wäre, schreibt er im Anhang: „Wikipedia war und ist mein ständiger Begleiter in allen Lebensfragen.“
Neben seiner publizistischen Tätigkeit führt Mayer heute historische Rundgänge am ehemaligen Reichsparteitagsgelände, am Memorium Nürnberger Prozesse, in der Nürnberger Innenstadt und in Fürth durch.
Im Oktober 2022 wurde Mayer im PEN-Zentrum deutschsprachiger Autoren im Ausland (Exil-P.E.N) aufgenommen.
Mayer ist der Vetter des Epileptologen Thomas Mayer.

## Veröffentlichungen (Auswahl)

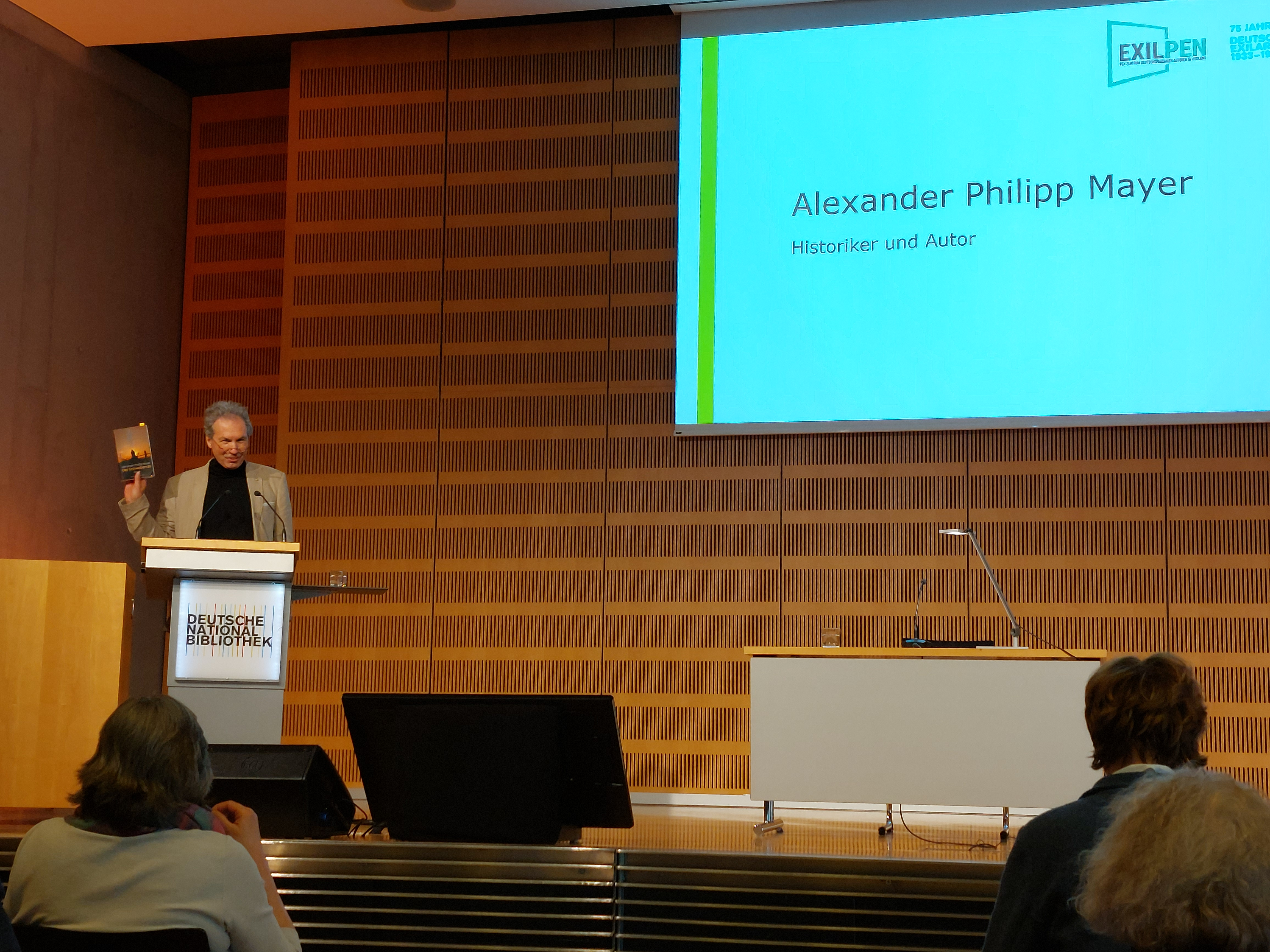
Im März 2024 stellte der Autor seinen Roman Der Schwebende in der Deutschen Nationalbibliothek Frankfurt vor

- Der Schwebende. Roman, Königshausen & Neumann, Würzburg 2023, ISBN 978-3-8260-7962-7, ISBN 978-3-8260-7963-4 (E-Book).
- Fürth – gestern und heute. Sutton Verlag, Erfurt 2023, ISBN 978-3-96303-460-2.
- Aufgewachsen in Fürth in den 40er und 50er Jahren. Wartberg Verlag, Gudensberg-Gleichen 2018, ISBN 978-3-8313-2047-9.
- Fürth – gestern und heute. Sutton Verlag, Erfurt 2018, ISBN 978-3-95400-912-1.
- Fürth – die schönsten Seiten. Sutton Verlag, Erfurt 2013, ISBN 978-3-95400-233-7.
- 50 Jahre Lebenshilfe Fürth. Jubiläums-Dokumentation. Lebenshilfe Fürth, Fürth 2011, ohne ISBN (auch online als PDF-Datei).
- Zu Wasser, zu Lande und in der Luft – Eine Fürther Verkehrsgeschichte. Sutton Verlag, Erfurt 2010, ISBN 978-3-86680-594-1.
- Aufgewachsen in Fürth in den 60er und 70er Jahren. Wartberg Verlag, Gudensberg-Gleichen 2009 u. 2017 (2. Aufl.), ISBN 978-3-8313-1932-9.
- Grundig und das Wirtschaftswunder. Sutton Verlag, Erfurt 2008, ISBN 978-3-86680-305-3.
- Die Bürgermeister in der Flohkammer … und andere Geschichten und Anekdoten aus dem alten Fürth. Wartberg Verlag, Gudensberg-Gleichen 2007, ISBN 978-3-8313-1807-0.
- Fürth – wie es früher war. Wartberg Verlag, Gudensberg-Gleichen 2001, ISBN 3-8313-1195-1.
- Fürth. Bewegte Zeiten. Die 50er Jahre. Wartberg Verlag, Gudensberg-Gleichen 2001, ISBN 3-8313-1203-6.
- 40 Jahre Lebenshilfe Fürth. Eine Geschichte der Behinderten. Lebenshilfe Fürth, 2001, ohne ISBN (teilweise auch online).
- Fürth 1911–1914. Krieg der Illusionen – die lokale Sicht. Städtebilder-Verlag, Fürth 2000, ISBN 3-927347-44-2.
- Gitarre pur: Jenni Songs. Audio-CD 1996, Streetlife Music Studios.
- Alexander Mayer, Ernst-Ludwig Vogel: Altstadtviertel St. Michael Fürth, – Geschichte und Wiederbelebung. Städtebilder Verlag, Fürth 1995, ISBN 3-927347-34-5.
- Alexander Mayer, Dietrich Vogel, Sepp Körbl: Flüchtlings- und Asylpolitik in Deutschland. Städtebilder Verlag, Fürth 1993, ISBN 3-927347-29-9.
- Der Landkreis in der Politikverflechtungsfalle. Eine Untersuchung zur Theorie der Politikverflechtung am Beispiel der Verbindungsstraße West im Landkreis Fürth. Städtebilder-Verlag, Fürth 1993, ISBN 3-927347-26-4 (Universität Erlangen-Nürnberg, Dissertation 1992).
- Die Sperrung des Rathausplatzes in Nürnberg. Eine Fallstudie zur Machtverteilung und zu Einflußstrukturen in einer deutschen Großstadt. Minerva Publikationen, München 1989, ISBN 3-597-10652-8.